# セーラーズ (アパレル)
セーラーズ（SAILORS）は、日本のアパレルブランド。1980年代から1990年代にかけてキャラクターロゴ入りのトレーナーなどを販売して人気を集めた。

## 概要
オーナー兼デザイナーである三浦静加（みうら しずか）が1972年に東京都の江古田に開業したジーンズショップ「Lee SHOP HUDSON JAPAN」が前身。
ある時三浦は、東京都世田谷区下北沢の古道具店で1920年代のものと思われるアメリカ海軍の潜水艦のトイレにかけられていたという看板を見つける。そこに描かれていた水兵のイラストを気に入り、それをもとにデフォルメして考案したキャラクター「セーラーくん」を1979年に商標登録した。当時流行し始めていたトレーナーにセーラーくんのプリントを施し、オリジナル商品第1号として販売したところ好評を得る。手ごたえを感じた三浦はセーラーくんをシンボルキャラクターとしてブランドを発足し、次々とアイテムを増やしていった。服飾スタイリストらの間でも大胆な配色やロゴ・イラストが可愛いと評判になり女性誌などにも掲載されるようになる。西城秀樹、シブがき隊ら男性芸能人も愛用した。
1984年、三浦は「セーラーズ」ブランドを独立させ、渋谷区・渋谷公園通りの路地裏に9坪の店舗をオープン。「1アイテムにつき同じデザインは数点しか作らない」という方針を徹底していたことに加え「1日の入店は2000人まで」「15分で40人の入れ替え制」「15歳未満の方は保護者同伴」「お買い物はひとりにつき15万円まで」という独自ルールを敷いたことでブランドとしての希少性が高まった。
1985年、フジテレビのバラエティ番組『夕やけニャンニャン』に出演していた人気アイドルグループ・おニャン子クラブの衣装として商品を提供（同番組に出演していたとんねるずも着用していた）。これをきっかけに10代を中心に一気に知名度があがり、一躍人気ブランドの仲間入りを果たす。小さな店舗に全国から購入希望の人々が押し寄せ、開店前から長蛇の列ができるほどであった。芸能界を休業していた相本久美子がバイト店員として働いていたことからそれ目当てに押しかけるファンもいた。ピーク時には年商28億円を記録。
また、日本の著名人に留まらず、マイケル・ジャクソンやスティーヴィー・ワンダー、ブルック・シールズらなども同社の商品を愛用するなど、世界的に人気を得た。1987年、おニャン子クラブ解散と共にセーラーズの人気もやや落ち着きを見せ始めた。
2000年に実店舗を閉め、以降はネットでの販売を主軸にしている。無店舗化後は2014年にラフォーレ原宿で期間限定出店、2021年12月に創業50周年を記念し渋谷モディにて期間限定出店など、イベントなどで期間限定ショップを開いている。
2019年、『SAILORS SHOULDER BAG BOOK』が発売される。
2020年1月、BSテレ東「真夜中ドラマ」枠にて2020年1月12日（11日深夜）から3月29日（28日深夜）に放送されたテレビドラマ『ハイポジ 1986年、二度目の青春。』に衣装を提供。メインビジュアルでもヒロインのひとりを演じた鈴木絢音（乃木坂46）が着用している。同ドラマのオフィシャルブックには、創業者・三浦のインタビュー記事が掲載された。
2022年、50周年を迎え、同じくアニバーサリーイヤーを迎えた他企業やグループとコラボ企画を行う。主だったところでは同年10月、恩賜上野動物園のパンダ来日50周年×SAILORS企業50周年記念としてコラボ商品発売。12月にはモスバーガー創業50周年とコラボ、「武藤十夢（AKB48）プロデュース! サンジャポ×セーラーズコラボ商品」を期間限定で発売するなど精力的な展開をした年となった。同年の雑誌『昭和45年女・1970年女』Vol.10ではセーラーくんが表紙を飾っている。
2024年、TBS系列テレビドラマ『不適切にもほどがある!』第3話において、セーラーズを思わせる「セイヤーズ」が登場（以降、部屋着として度々登場）。これを受け、コラボ企画を行う。劇中で使用された「セイヤーズ」×「セーラーズ」デザインのトレーナーを数量限定で発売。

## 三浦静加
三浦 静加（みうら しずか、1953年4月12日 - ）は日本のアパレルデザイナー。「セーラーズ」の創業者。埼玉県出身。
1999年に46歳で女児を出産。翌2000年にその娘が脳性麻痺と診断され、療育が必要であること、また、同時期に実母も要介護となった事情が重なり、「セーラーズ」の実店舗を閉店した。2013年、それらの経験をつづった著書『叶うなら娘より一秒長く生きたい!!〜セーラーズ母娘物語〜』（講談社、ISBN 978-4062185172）が出版される。
「障がい児ファースト」の公約を掲げて2017年東京都議会議員選挙（世田谷区選挙区）、2023年世田谷区議会議員選挙に無所属で立候補したが、いずれも落選した。

### 出演
テレビ
- サンデージャポン（2022年12月4日、TBS系列）
- 激レアさんを連れてきた。（2024年2月5日、テレビ朝日）[14][15]

ネット配信
- マダム路子・MICHIKOチャンネル「伝説のお店SALORS創業者、三浦静加さんをゲストに迎えて[16]」（2022年2月11日）

### 著書
- Sailors collection（1985年11月1日、リヨン社） ※SHIZUKA Judy MIURA名義
- 女の子がひとり立ちするとき読む本―落ち込んでいるあなたへ（1987年7月20日、青春出版社）
- 叶うなら娘より一秒長く生きたい!! 〜セーラーズ母娘物語〜（2013年12月16日、講談社）
- SAILORS SHOULDER BAG BOOK（2019年7月19日、宝島社） ※著者・編者記名なし